# Faverolles, Cantal

Faverolles este o comună în departamentul Cantal, Franța. În 1 ianuarie 2018 avea o populație de 291 de locuitori.